# エブリボディーズ・ゴット・サムシング・トゥ・ハイド・エクセプト・ミー・アンド・マイ・モンキー
「エブリボディーズ・ゴット・サムシング・トゥ・ハイド・エクセプト・ミー・アンド・マイ・モンキー」（Everybody's Got Something to Hide Except Me and My Monkey）は、ビートルズの楽曲である。1968年に発売された9作目のイギリス盤公式オリジナル・アルバム『ザ・ビートルズ』に収録された。レノン＝マッカートニー名義となっているが、ジョン・レノンによって書かれた楽曲。

## 背景
本作は、レノンと当時新しい彼女となっていたオノ・ヨーコの関係性を題材とした楽曲で、レノンは「オレとヨーコを歌ったもので、たまたま気に入ったフレーズを曲に仕上げたもの。愛の輝きに包まれていた俺たちにとって周りの人間達は、みんな被害妄想になっているように見えたんだ」と語っている。レノンとオノは1966年11月9日にロンドンのインディカ・ギャラリーで行われたオノの個展『未完成の絵画とオブジェ』で出会い、それから18ヶ月後に付き合い始めた。なお、「monkey」という単語は、俗語として「麻薬中毒」という意味を持つことから、ポール・マッカートニーを含む多くのリスナーは、本作の歌詞がヘロインについての言及だと推測していた。
タイトルについて、当初「カモン・カモン」とする予定だったが、「カモンというのは手垢にまみれているようなものだから」との理由で見送り、サビの部分で使われている「Everybody's Got Something To Hide Except for Me And My Monkey」というフレーズから取った。その結果、ビートルズの楽曲中で最も長いタイトルとなった。タイトルについてジョージ・ハリスンは「マハリシが口にした戯言の修正版だった」としている。
1968年5月にイーシャーにあったハリスンの自宅でデモ音源（通称「イーシャー・デモ」）が録音された。デモ音源は2本のアコースティック・ギターとパーカッション、ダブルトラッキングされたレノンのボーカルを主体としたもので、2018年に発売の『ザ・ビートルズ (ホワイト・アルバム) (50周年記念アニバーサリー・エディション)』に収録された。

## レコーディング
本作のレコーディングが開始される前日の1968年6月26日にリハーサルが行われた。ここではトラック1と2にレノンとハリスンのエレクトリック・ギター、トラック3にポール・マッカートニーのベース、トラック4にリンゴ・スターのドラムが録音された。この日に録音されたテープは翌日のセッションで再利用されたものの、リールの最後の3分間にリハーサル音源の一部が残され、2018年に発売の『ザ・ビートルズ (ホワイト・アルバム) (50周年記念アニバーサリー・エディション)』に収録された。
6月27日のセッションではトラック1と2にギター、トラック3にドラムが録音され、曲の随所でマッカートニーのハンドベルやマラカスも録音された。同日のセッションではテイク8がベストとされ、7月1日のセッションでテイク8のトラック4にベースがオーバー・ダビングされた。この後にトラック1にギター、トラック2にベース、ドラム、ハンドベルをまとめたミックスが作成され、これをテイク9として残りのトラックに2つのボーカルが追加され、トラック3にドラムがオーバー・ダビングされた。
7月23日に2つのボーカルとドラムをトラック4にまとめてテイク10がテイク12となり、トラック3に新しいボーカルが録音された。
10月12日にモノラル・ミックスとステレオ・ミックスが作成された。

## クレジット
特記を除き、出典はイアン・マクドナルドの著書に掲載されているクレジット。
- ジョン・レノン - リード・ボーカル、リズムギター、パーカッション、ハンドクラップ（英語版）
- ポール・マッカートニー - バッキング・ボーカル、ベース、ベル[9]、パーカッション、ハンドクラップ
- ジョージ・ハリスン - バッキング・ボーカル、リードギター、パーカッション、ハンドクラップ
- リンゴ・スター - ドラム、パーカッション、ハンドクラップ

## カバー・バージョン
- ラリー・ハーロウ（英語版） - 1969年に「Me and My Monkey」というタイトルでカバー。同名のアルバムに収録[10]。
- ファッツ・ドミノ - 1969年にシングル盤として発売。
- ザ・フィーリーズ（英語版） - 1980年に発売のアルバム『Crazy Rhythms』に収録。
- サウンドガーデン - 1989年に行なわれたセッションにて演奏[11]。
- 森高千里 - 1994年に発売されたアルバム『STEP BY STEP』に収録。
- クリスティン・ハーシュ - 1999年に発売されたEP『Echo』に収録。
- フィッシュ - 2002年に発売されたアルバム『Live Phish Volume 13』に収録[12]
- PUFFY - 2005年に行われた「Dream Power ジョン・レノン スーパー・ライヴ」で演奏。